# Jack Kyle
John Wilson Kyle (Belfast, 10 de febrero de 1926 - Condado de Down, 27 de noviembre de 2014) fue un jugador británico de rugby que se desempeñó como apertura. Jugó para el XV del trébol y para los British and Irish Lions en la gira a Australia y Nueva Zelanda 1950. Durante su vida fue además un médico en el Reino Unido. En 2007, fue galardonado con el Premio a la Trayectoria por el  Irish Journal of Medical Science  y la Real Academia de Medicina en Irlanda.
Jack Kyle ganó el Torneo de las Seis Naciones en 1948 obteniendo el primer Grand Slam de Irlanda por lo que es reconocido como el mejor jugador irlandés de la historia, pero también fue considerado el mejor jugador de su época. Desde 2008 es miembro del Salón de la Fama de la World Rugby.